# Česká Liga Amerického Fotbalu 2021
La Česká Liga Amerického Fotbalu 2021, detta anche Kittfort Liga 2021 per ragioni di sponsorizzazione, è la 28ª edizione del campionato di football americano di primo livello, organizzato dalla ČAAF.

## Squadre partecipanti
| Club                | Città    | Stadio | Sponsor ufficiale | Risultato nella stagione 2020 |
| ------------------- | -------- | ------ | ----------------- | ----------------------------- |
| Brno Alligators     | Brno     |        |                   |                               |
| Ostrava Steelers    | Ostrava  |        | Aquaponik         |                               |
| Přerov Mammoths     | Přerov   |        |                   |                               |
| Prague Lions        | Praga    |        |                   |                               |
| Vysočina Gladiators | Chotěboř |        |                   |                               |

## Stagione regolare

### Calendario

#### 1ª giornata
| Přerov 10 luglio 2021, ore 11:00 | Přerov Mammoths | 6 – 28 (0-6 6-8 0-7 0-7) referto | Vysočina Gladiators | TJ Spartak (531 spett.)\| Arbitro: \| Kriesman \| |
| Arbitro:                         | Kriesman        |                                  |                     |                                                   |

| Ostrava 11 luglio 2021, ore 16:00 | Ostrava Steelers | 14 – 45 (0-21 0-6 7-0 7-18) referto | Prague Lions | Poruba (250 spett.)\| Arbitro: \| Tuinenburg \| |
| Arbitro:                          | Tuinenburg       |                                     |              |                                                 |

#### 2ª giornata
| Brno 17 luglio 2021, ore 16:00 | Brno Alligators | 7 – 52 (0-26 7-14 0-12 0-0) referto | Prague Lions | Sportovní areá Ondreje Sekory (139 spett.)\| Arbitro: \| Hameder \| |
| Arbitro:                       | Hameder         |                                     |              |                                                                     |

| Jihlava 18 luglio 2021, ore 16:00 | Vysočina Gladiators | 33 – 18 (7-7 13-3 6-0 7-8) referto | Ostrava Steelers | Stadion v Jiráskově ulici (345 spett.)\| Arbitro: \| R. Kroulík \| |
| Arbitro:                          | R. Kroulík          |                                    |                  |                                                                    |

#### 3ª giornata
| Brno 24 luglio 2021, ore 16:00 | Brno Alligators | 25 – 55 (7-20 6-14 6-6 6-15) referto | Ostrava Steelers | Sportovní areá Ondreje Sekory (136 spett.)\| Arbitro: \| Frehar \| |
| Arbitro:                       | Frehar          |                                      |                  |                                                                    |

| Praga 25 luglio 2021, ore 16:00 | Prague Lions | 46 – 7 (13-7 12-0 14-0 7-0) referto | Přerov Mammoths | Na Podvinném mlýně (215 spett.)\| Arbitro: \| Hameder \| |
| Arbitro:                        | Hameder      |                                     |                 |                                                          |

#### 4ª giornata
| Jihlava 31 luglio 2021, ore 19:00 | Vysočina Gladiators | 28 – 26 (7-14 14-0 7-0 0-12) referto | Prague Lions | Stadion v Jiráskově ulici (531 spett.)\| Arbitro: \| Rosíval \| |
| Arbitro:                          | Rosíval             |                                      |              |                                                                 |

| Přerov 1º agosto 2021, ore 15:00 | Přerov Mammoths | 26 – 30 (13-13 13-3 0-7 0-7) referto | Brno Alligators | TJ Spartak (240 spett.)\| Arbitro: \| Frehar \| |
| Arbitro:                         | Frehar          |                                      |                 |                                                 |

#### 5ª giornata
| Ostrava 8 agosto 2021, ore 15:00 | Ostrava Steelers | 56 – 26 (7-13 21-7 14-0 14-6) referto | Přerov Mammoths | Poruba (240 spett.)\| Arbitro: \| Frehar \| |
| Arbitro:                         | Frehar           |                                       |                 |                                             |

#### 6ª giornata
| Brno 14 agosto 2021, ore 16:00 | Brno Alligators | 27 – 21 (7-0 7-7 7-14 6-0) referto | Přerov Mammoths | Sportovní areá Ondreje Sekory (185 spett.)\| Arbitro: \| Rosíval \| |
| Arbitro:                       | Rosíval         |                                    |                 |                                                                     |

| Praga 15 agosto 2021, ore 16:00 | Prague Lions | 28 – 21 (7-0 0-7 14-14 7-0) referto | Vysočina Gladiators | Na Podvinném mlýně (624 spett.)\| Arbitro: \| Pachulski \| |
| Arbitro:                        | Pachulski    |                                     |                     |                                                            |

#### 7ª giornata
| Praga 21 agosto 2021, ore 16:00 | Prague Lions | 51 – 7 (20-0 25-0 6-7 0-0) referto | Brno Alligators | Na Podvinném mlýně (121 spett.)\| Arbitro: \| Hovorka \| |
| Arbitro:                        | Hovorka      |                                    |                 |                                                          |

| Ostrava 22 agosto 2021, ore 16:00 | Ostrava Steelers | 0 – 28 (0-7 0-7 0-14 0-0) referto | Vysočina Gladiators | Poruba (395 spett.)\| Arbitro: \| Rosíval \| |
| Arbitro:                          | Rosíval          |                                   |                     |                                              |

#### 8ª giornata
| Přerov 29 agosto 2021, ore 15:00 | Přerov Mammoths | 31 – 20 (7-0 9-8 0-6 15-6) referto | Ostrava Steelers | TJ Spartak (192 spett.)\| Arbitro: \| Dvořáček \| |
| Arbitro:                         | Dvořáček        |                                    |                  |                                                   |

| Jihlava 29 agosto 2021, ore 16:00 | Vysočina Gladiators | 42 – 35 (d.2t.s.) (6-7 16-0 7-15 0-7 6-6 7-0) referto | Brno Alligators | Stadion v Jiráskově ulici (432 spett.)\| Arbitro: \| Tuinenburg \| |
| Arbitro:                          | Tuinenburg          |                                                       |                 |                                                                    |

### Classifica
La classifica della regular season è la seguente:
- PCT = percentuale di vittorie, G = partite giocate, V = partite vinte,  P = partite perse, PF = punti fatti, PS = punti subiti

| Pos. | Squadra             | PCT  | G | V | N | P | PF  | PS  |
| ---- | ------------------- | ---- | - | - | - | - | --- | --- |
| 1    | Prague Lions        | .833 | 6 | 5 | 0 | 1 | 225 | 84  |
| 2    | Vysočina Gladiators | .833 | 6 | 5 | 0 | 1 | 180 | 113 |
| 3    | Ostrava Steelers    | .333 | 6 | 2 | 0 | 4 | 163 | 188 |
| 4    | Brno Alligators     | .333 | 6 | 2 | 0 | 4 | 131 | 228 |
| 5    | Přerov Mammoths     | .167 | 6 | 1 | 0 | 5 | 117 | 203 |

## XXVIII Czech Bowl
| Arbitri: | Rosíval Klimeš Frehar Hovorka Márai Kriesman Dvořáček |

| |           |  |
| Calta 4':38" Q1 (TD) 30yd pass from Hazlett Bavlovič Q1 (pat) Hazlett 0':43" Q2 (TD) 8yd run Bavlovič Q2 (pat) Hazlett 10':39" Q4 (TD) 11yd run Bavlovič Q4 (pat) Team 9':08" Q4 (saf) fumble recovery at the 0yd | Marcatori |  |

## Verdetti
- Vysočina Gladiators Campioni della Repubblica Ceca 2021

## Marcatori
| Giocatore    | Sq.                 | TD rush | TD recv | TD int | TD p.ret | TD k.ret | TD oth | Xp1  | Xp2 | FG  | Saf | Totale |
| ------------ | ------------------- | ------- | ------- | ------ | -------- | -------- | ------ | ---- | --- | --- | --- | ------ |
| Mumphrey     | Prague Lions        | 12      | 0       | 0      | 0        | 0        | 0      | 0    | 0   | 0   | 0   | 72     |
| Janota       | Prague Lions        | 0       | 7       | 0      | 0        | 0        | 2      | 0    | 1   | 0   | 0   | 50     |
| Hazlett      | Vysočina Gladiators | 5+2     | 0+0     | 0+0    | 0+0      | 0+0      | 0+0    | 0+0  | 1+0 | 0+0 | 0+0 | 44     |
| 2 giocatori  | 42                  |         |         |        |          |          |        |      |     |     |     |        |
| Šimečka      | Ostrava Steelers    | 1       | 2       | 0      | 0        | 0        | 0      | 14   | 1   | 1   | 0   | 37     |
| Redding      | Ostrava Steelers    | 6       | 0       | 0      | 0        | 0        | 0      | 0    | 0   | 0   | 0   | 36     |
| 3 giocatori  | 26                  |         |         |        |          |          |        |      |     |     |     |        |
| 5 giocatori  | 24                  |         |         |        |          |          |        |      |     |     |     |        |
| Bavlovič     | Vysočina Gladiators | 0+0     | 0+0     | 0+0    | 0+0      | 0+0      | 0+0    | 17+3 | 0+0 | 1+0 | 0+0 | 23     |
| 3 giocatori  | 20                  |         |         |        |          |          |        |      |     |     |     |        |
| 2 giocatori  | 18                  |         |         |        |          |          |        |      |     |     |     |        |
| 5 giocatori  | 12                  |         |         |        |          |          |        |      |     |     |     |        |
| Ulica        | Přerov Mammoths     | 0       | 0       | 0      | 0        | 0        | 0      | 10   | 0   | 0   | 0   | 10     |
| Lička        | Ostrava Steelers    | 0       | 1       | 0      | 0        | 0        | 0      | 0    | 1   | 0   | 0   | 8      |
| 4 giocatori  | 7                   |         |         |        |          |          |        |      |     |     |     |        |
| 16 giocatori | 6                   |         |         |        |          |          |        |      |     |     |     |        |
| 3 giocatori  | 2                   |         |         |        |          |          |        |      |     |     |     |        |

- Miglior marcatore della stagione regolare: Mumphrey ( Prague Lions), 72
- Miglior marcatore dei playoff: Hazlett ( Vysočina Gladiators), 12
- Miglior marcatore della stagione: Mumphrey ( Prague Lions), 72

## Passer rating
La classifica tiene in considerazione soltanto i quarterback con almeno 10 lanci effettuati.
| Giocatore | Sq.                 | G   | Att    | Comp | Int | Yds      | TD   | NFL    | NCAA   |
| --------- | ------------------- | --- | ------ | ---- | --- | -------- | ---- | ------ | ------ |
| Mumphrey  | Prague Lions        | 6+1 | 156+22 | 84+8 | 4+3 | 1575+155 | 20+0 | 102,97 | 158,83 |
| Hazlett   | Vysočina Gladiators | 6+1 | 148+13 | 82+9 | 2+0 | 1045+100 | 9+1  | 94,35  | 134,27 |
| Redding   | Ostrava Steelers    | 5   | 83     | 43   | 3   | 532      | 8    | 89,03  | 130,23 |
| Fortelný  | Brno Alligators     | 6   | 189    | 83   | 7   | 1050     | 12   | 67,56  | 104,13 |
| Stoklásek | Přerov Mammoths     | 6   | 136    | 64   | 7   | 763      | 5    | 55,48  | 96,02  |
| Hrynkiv   | Prague Lions        | 4   | 14     | 6    | 0   | 62       | 0    | 56,25  | 80,06  |
| Beran     | Vysočina Gladiators | 1   | 24     | 10   | 1   | 92       | 1    | 49,31  | 79,28  |
| Puchala   | Ostrava Steelers    | 5   | 74     | 30   | 6   | 306      | 1    | 23,82  | 63,52  |

- Miglior QB della stagione: Mumphrey ( Prague Lions), 171,60
- Miglior QB della stagione: Hazlett ( Vysočina Gladiators), 159,23
- Miglior QB della stagione: Mumphrey ( Prague Lions), 153,11